# ランダムコイル

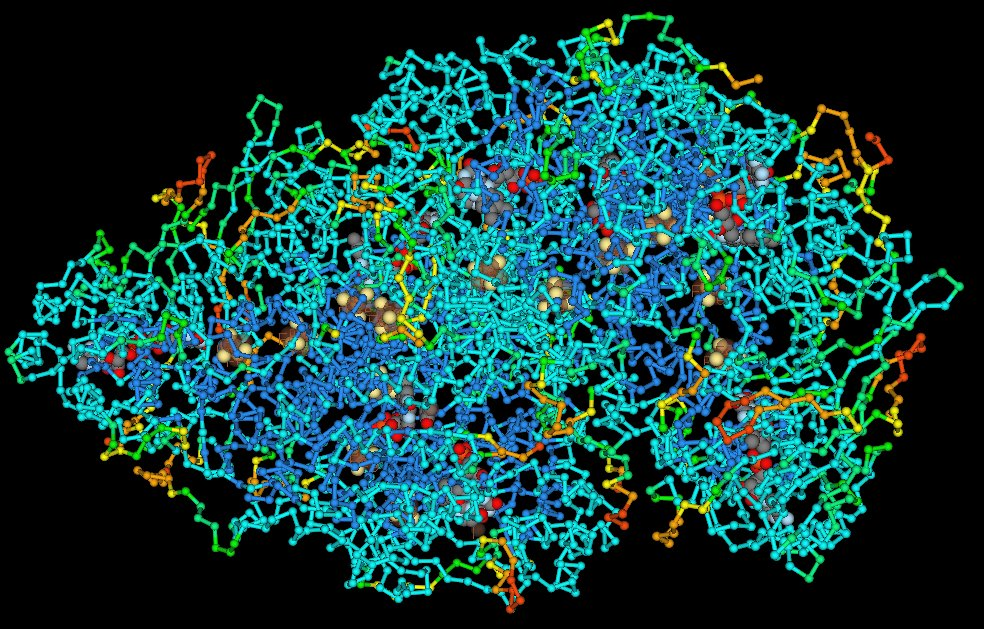
ランダムコイルのタンパク質の三次元構造

ランダムコイル（Random coil）とは、ポリマーを構成するモノマーが隣接したモノマーと結合しながらランダムに配向したものである。1つの決まった形はないが、分子全体の統計的な分布というものは考えられる。安定化の力や相互作用が働かなければ、水溶液中や溶解温度ではポリマーの主鎖は直鎖状や分岐状などを含めた取りうるあらゆる形をとるが、全体としてはコイル状と見なせることからランダムコイルと名づけられた。サブユニットが相互作用を持たないとすると、モノマーと共存する短いコポリマーもランダムコイルの仲に分散する。また分岐ポリマーの一部もランダムコイルと見なせる。
融点以下では、ポリエチレンやナイロンなどの熱可塑性プラスチックは結晶性領域とアモルファス領域を持ち、アモルファス領域では鎖はほぼランダムコイルの状態をとっている。アモルファス領域は弾力性に、結晶性領域は強度に寄与している。
タンパク質の様なより複雑なポリマーでは、様々な相互作用により、特定の形に自己組織化が行われる。しかしタンパク質やポリペプチドの二次構造を欠いた領域はしばしばランダムコイルの形状を取る。アミノ酸の側鎖が相互作用することでエネルギーが低くなりやすく、また任意のアミノ酸配列でも水素結合を作ることはよくあるので、タンパク質のランダムコイルはなかなか起こらない。ランダムコイルの配座エントロピーはエネルギーの安定化をもたらし、フォールディングのエネルギー障壁となっている。
ランダムコイル構造は顕微鏡を使って検出できる。また円偏光二色性でも、平面的なアミド結合が際立ったシグナルとして、核磁気共鳴分光法でも特徴的なケミカルシフトとして検出できる。結晶のX線回折では、ランダムコイルの領域は電子密度の低い部分として見える。
タンパク質は変性させればランダムコイル状態になると言われるが、変性では真のランダムコイルの状態にはならないという報告もある(Shortle & Ackerman)。